# Římskokatolická farnost Kadov u Miroslavi
Římskokatolická farnost Kadov u Miroslavi je územní společenství římských katolíků s farním kostelem svatého Filipa a Jakuba v obci Kadov v moravskokrumlovském děkanství.

## Historie farnosti
První písemná zmínka o Kadově pochází z roku 1235, listina z tohoto roku potvrzuje patronát ženského kláštera v Doubravníku. Farní kostel je gotický, pochází z 15. století. Až do poloviny 16. století byl kostelem farním, poté byl tehdejší katolický farář nahrazen evangelickým. Po bitvě na Bílé hoře se stala fara opět katolickou a osada byla až do roku 1753 přifařena k Hostěradicícm. 

## Duchovní správci
Do července roku 2009 spravoval farnost jako administrátor ex currendo R. D. František Sadílek, jenž přešel poté do Netína u Velkého Meziříčí. Od 1. srpna 2009 byl administrátorem excurrendo R. D. Mgr. Pavel Bublan z Moravského Krumlova. S platností od 1. května 2018 se administrátorem excurrendo stal R. D. Mgr. Pavel Vybíhal z Moravského Krumlova.

## Bohoslužby
| Kostel                  | Místo             | Bohoslužba (den) | Hodina                                                                                  | Poznámka     |
| ----------------------- | ----------------- | ---------------- | --------------------------------------------------------------------------------------- | ------------ |
| svatého Filipa a Jakuba | Kadov u Miroslavi | neděle sobota    | 11.00 (1x za 14 dní – sudý týden) 17.00(zima)/18.00 (léto) (1x za 14 dní – lichý týden) | farní kostel |

## Aktivity ve farnosti
Dnem vzájemných modliteb farností za bohoslovce a bohoslovců za farnosti brněnské diecéze je 13. červen. Adorační den připadá na 18. srpna.
Ve farnosti se pravidelně koná tříkrálová sbírka. V roce 2016 se při ní vybralo 7 320 korun. Výtěžek sbírky v roce 2018 dosáhl 7 802 korun.